# World Press Photo

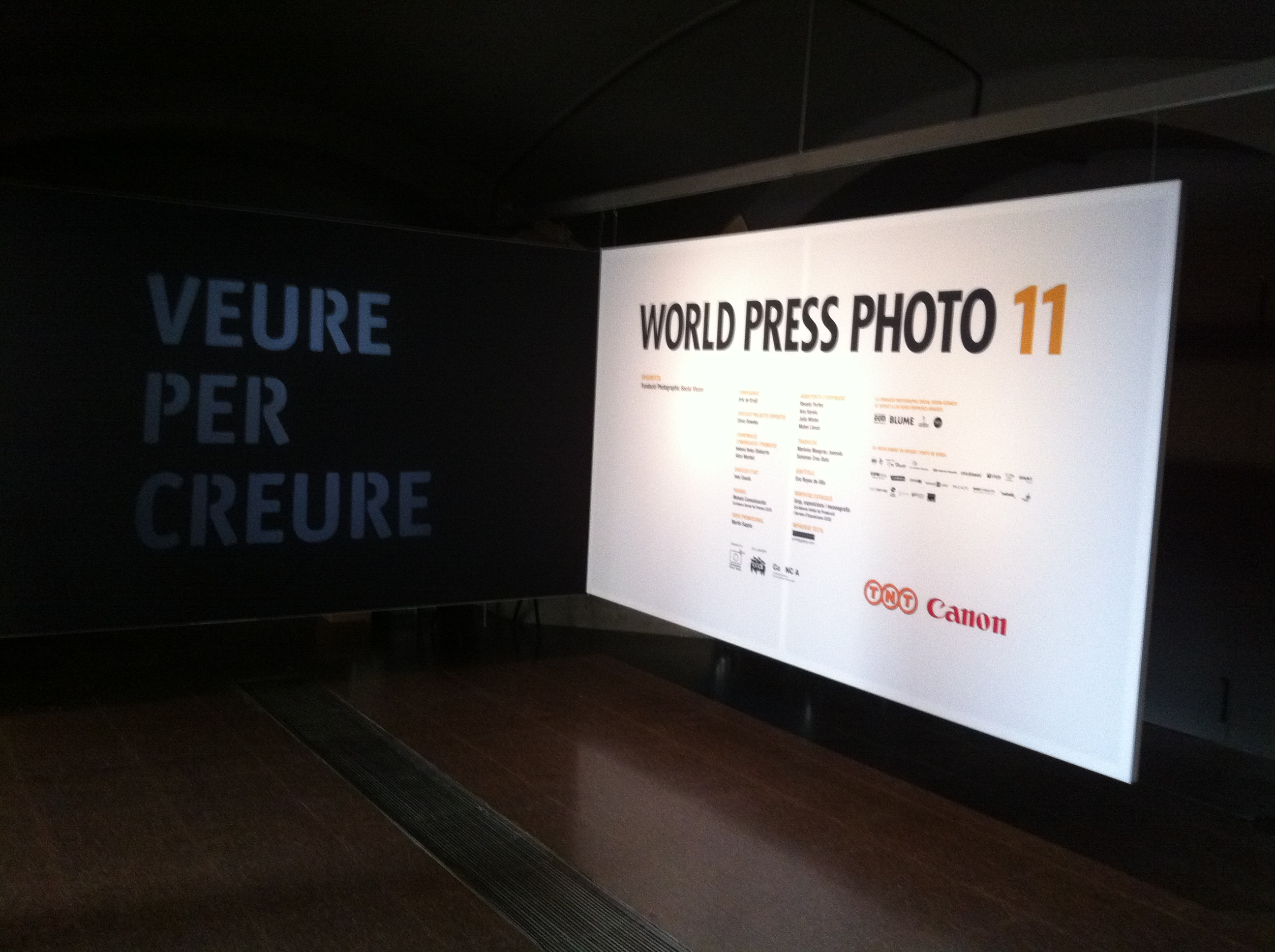
Entrada a l'exposició realitzada al CCCB.

World Press Photo és una organització sense ànim de lucre, independent i fundada el 1955 amb seu a Amsterdam, (Països Baixos), coneguda per organitzar el concurs anual de fotografia de premsa amb el mateix nom.
Durant el mes de febrer de cada any, un jurat internacional independent format per tretze membres-i compost per editors gràfics, fotògrafs i representants d'agències de premsa-tria les fotografies guanyadores entre totes les enviades l'any anterior per fotoperiodistes, agències, diaris, revistes i fotògrafs de tot el món. L'organització World Press Photo no té cap influència en les decisions del jurat, i posteriorment se'n fa una exposició i se n'edita un anuari.
Altres objectius prioritaris de World Press Photo són estimular el desenvolupament del fotoperiodisme, fomentar la difusió del coneixement, ajudar a consolidar alts cànons professionals dins del sector i impulsar un intercanvi gratuït i sense restriccions d'informació. En definitiva, World Press Photo tracta de promoure la premsa fotogràfica professional a escala global. Amb aquesta finalitat, organitza a més diversos projectes educatius per tot el món, com ara seminaris, tallers i l'exclusiu curs anual Joop Swart Masterclass.

## Premi World Press Photo of the Year
Es concedeix el premi World Press Photo of the Year, i en cada categoria s'atorguen tres primers premis tant en la modalitat d'instantània individual com en la de sèrie fotogràfica. En les dues primeres categories es concedeix, a més, una menció d'honor. Les categories en què es divideixen les fotografies que participen en el concurs són les següents:
- Notícies d'actualitat
- Temes d'actualitat
- Personatges d'actualitat
- Esports i fotografies d'acció
- Reportatges d'esports
- Temes contemporanis
- Vida quotidiana
- Retrats
- Art i entreteniment
- Naturalesa

La cerimònia de lliurament dels premis se celebra el mes d'abril i té lloc a Amsterdam. El 2011 va guanyar el premi el fotògraf català Samuel Aranda, que immortalitza Fatima al-Qaws abraçant el seu fill Zayed, de 18 anys, que ha sofert els efectes del gas lacrimogen després d'haver participat el 15 d'octubre de 2011 en una manifestació als carrers de Sanaa, Iemen.
Després del concurs, les fotografies premiades s'exhibeixen en una exposició itinerant visitada per més quatre milions de persones en 100 ciutats d'arreu del món de 45 països. A més, s'edita un anuari en sis idiomes diferents. A Catalunya l'exposició se sol celebrar anualment al CCCB de Barcelona, organitzada per la fundació Photographic Social Vision.